# 节柄杜英
节柄杜英（学名：Elaeocarpus arthropus）为杜英科杜英属下的一个种。

## 扩展阅读
維基物種上的相關：节柄杜英